# ケミー・アグスティーン
ヘルマイネ・ヘスス・"ケミー"・アグスティーン（オランダ語: Germaine Hesus "Kemy" Agustien、1986年8月20日 - ）は、キュラソー島のサッカー選手。キュラソー代表。ポジションはMF。
適応力の高いプレーヤーで、中盤ならどのポジションでもこなせるが、本職はセントラルミッドフィールダーである。

## クラブ歴
オランダ領アンティルのウィレムスタットに生まれ。ヴィレムIIの下部組織でサッカー選手としての道を歩み始めた。エールディヴィジに所属するトップチームにも2シーズン在籍し、UEFAカップ 2005-06にも出場した。2006年にAZアルクマールに移籍したが、経験を積むために2006-07シーズンの間はローダJCにレンタル移籍となった。
2008年7月には1シーズンのレンタル移籍でフットボールリーグ・チャンピオンシップのバーミンガム・シティFCに加入、この契約には2008-09シーズン終了後に20万ユーロでの買取オプションもついていた。8月26日のフットボールリーグカップ、サウサンプトンFC戦で初出場したが敗北、リーグ戦初出場はその4日後のノリッジ・シティFC戦であったがこちらも引分に終わった。しかし、プレシーズンのトレーニングに恥骨結合炎の手術のため参加できず、英国サッカーのペースやフィジカルに適応するまでに時間を要してしまった。カップ戦合わせて20試合に出場したが、シーズン後半は怪我にも苦しんだ。アレックス・マクリーシュ監督には「要求された額の割に合わない」と言われ、2009年5月26日にAZに復帰した。AZに戻ると2009-10シーズンから新たにエールディヴィジに昇格したRKCヴァールヴァイクにレンタル移籍。同シーズン終了後にAZから放出された。
2010年7月にはエクストラクラサのヴィスワ・クラクフのトライアルに参加。その後、スウォンジー・シティAFCのトライアルを経て同クラブに加入、しかしプレシーズンマッチで負傷し契約は遅れた。10月に怪我から回復しタフになった所で、2年契約を締結した。その2週間後に行われたレスター・シティFC戦の69分にアンドレア・オルランディと交代し、初出場。2011年2月までに彼はトップチームでのレギュラーの座が怪しくなる他方で、レンタル移籍で彼を獲得したいクラブも存在したのだが、ブレンダン・ロジャーズ監督は彼をスウォンジーのメンバーとして考えていた。しかし3月8日にクリスタル・パレスFCとシーズンの残りをレンタル移籍で過ごす事で合意した。クリスタル・パレスではバーンズリーFC戦で初出場し、2-1の勝利で初陣を飾った。
スウォンジーは2011-12シーズンからプレミアリーグに昇格し、彼のプレミア初出場はマンチェスター・シティFC戦となったが、4-0で敗れた。9月にはハムストリングスを負傷し、以降の3か月では1回のわずかな途中出場に出場も止まった。年末のクイーンズ・パーク・レンジャーズFC戦で久し振りのスターティングメンバーに名を連ねてセントラルミッドフィールダーとして出場したものの、アンヘル・ランヘルが負傷したために後半はプレーした事のない右サイドバックで出場、しかし彼は活躍しこの試合の最優秀選手に輝いた。
中盤で十分にやっていたと思っていただけに少し不満もあった。しかしこれは自分自身の問題ではなく、チームの問題だ。自分はチームのために全力を出した。もしこのポジションでもチームの助けになれるとしたなら、それはそれで良い事だ。—初めてのポジションに対して、ケミー・アグスティーン
翌3月初めにも膝を手術、この時に新たな問題が浮上し、残りのシーズンをメンバー外として過ごさざるを得なかった。しかしながら監督は彼の怪我に関らず契約延長の意向を示し、5月に新たに2年契約を締結した。2012-13シーズンにスウォンジーはフロントも選手も多く入れ替わった中で彼は膝の怪我に引き続き悩まされ、5試合の欠場を余儀なくされた。
2013-14シーズン開幕に先立って行われたプレシーズンツアーで、彼はアラン・テイト、ルーク・ムーア、リロイ・リタと共にメンバー外となった。2013年7月にフットボールリーグ・チャンピオンシップ所属のブライトン・アンド・ホーヴ・アルビオンFCに2年契約で移籍、しかし移籍証明書の発行が遅れたために移籍は8月1日にまで縺れ込んだ。移籍後の初出場はプレシーズンの親善試合、ノリッジ・シティ戦で1-1の引分に終わった。初シーズンの出場はカップ戦合わせて14試合に止まった、と言うのもシーズン後半の出場は僅かに3で、これもまた怪我に悩まされての事であった。2014-15シーズン終了を以て契約が切れ放出。
2015年9月25日、デンマーク・ファーストディビジョンのヴェンシュセルFFに年末までの契約で加入。背番号は13番で、相も変わらず怪我に悩まされたため、契約は延長されず2016年1月1日を以て退団。
2016年3月、スコットランドのハミルトン・アカデミカルFCに加入。5月には2015-16シーズン終了とともに退団する事が発表された。
2016-17シーズンにはオランダに復帰、エールステ・ディヴィジのFCドルトレヒトに1年契約で加入した。しかし同年11月15日には早くも放出。年を跨いで2017年2月にフィリピン・フットボールリーグのグローバルFCに加入。
2017-18シーズン初めにはトゥヴェーデ・ディヴィジのSV TECに加入した。
2018年6月27日、イングランド6部のナニートン・タウンFCに移籍した。

## 代表歴
オランダU-20代表として2005 FIFAワールドユース選手権のメンバーに選抜され、グループステージ2試合に出場した。そしてトゥーロン国際大会2006に出場、決勝に進出したがPK戦に縺れ込み、彼自身はPKを決めたもののチームは敗れ準優勝に終わった。翌2007年にもトゥーロン国際大会2007に出場した。またU-21代表としてUEFA U-21欧州選手権2009に出場、予選2試合に出場した。北京オリンピック第一次招集の37人にも選ばれたが、本招集では選ばれず北京行きはならなかった。
2014年には故郷のキュラソーで代表になることを決め、カリビアンカップ2014のメンバーとしてキュラソーA代表に初招集を受けた。しかし、怪我によって招集を辞退せざるを得なくなった。代表初出場が叶ったのは2015年6月6日に行われた親善試合のトリニダード・トバゴ代表戦で、このホームゲームは1-0の勝利に終わった。

## 私生活
自動車を運転中にコントロールを失って空中を2回転する事故を起こし、死ぬところであったことを公表している。2013年4月にこれによって12か月の運転禁止および39点を課せられた。

## 個人成績
2016年10月22日現在
| 国内大会個人成績 | 国内大会個人成績   | 国内大会個人成績 | 国内大会個人成績 | 国内大会個人成績                     | 国内大会個人成績 | 国内大会個人成績 | 国内大会個人成績 | 国内大会個人成績 | 国内大会個人成績 | 国内大会個人成績 | 国内大会個人成績 |
| 年度             | クラブ             | 背番号           | リーグ           | リーグ戦                             | リーグ戦         | リーグ杯         | リーグ杯         | オープン杯       | オープン杯       | 期間通算         | 期間通算         |
| 年度             | クラブ             | 背番号           | リーグ           | 出場                                 | 得点             | 出場             | 得点             | 出場             | 得点             | 出場             | 得点             |
| オランダ         | オランダ           | オランダ         | オランダ         | リーグ戦                             | リーグ戦         | リーグ杯         | リーグ杯         | KNVBカップ       | KNVBカップ       | 期間通算         | 期間通算         |
| ---------------- | ------------------ | ---------------- | ---------------- | ------------------------------------ | ---------------- | ---------------- | ---------------- | ---------------- | ---------------- | ---------------- | ---------------- |
| 2004-05          | ヴィレムII         |                  | エール           | 21                                   | 1                | -                | -                | 0                | 0                | 21               | 1                |
| 2005-06          | ヴィレムII         | 21               | エール           | 34                                   | 2                | -                | -                | 0                | 0                | 34               | 2                |
| 2006-07          | ローダ             | 8                | エール           | 31                                   | 2                | -                | -                | 0                | 0                | 31               | 2                |
| 2007-08          | AZ                 | 17               | エール           | 25                                   | 2                | -                | -                | 0                | 0                | 25               | 2                |
| イングランド     | イングランド       | イングランド     | イングランド     | リーグ戦                             | リーグ戦         | FLカップ         | FLカップ         | FAカップ         | FAカップ         | 期間通算         | 期間通算         |
| 2008-09          | バーミンガム       | 14               | EFL              | 18                                   | 0                | 1                | 0                | 1                | 0                | 20               | 0                |
| オランダ         | オランダ           | オランダ         | オランダ         | リーグ戦                             | リーグ戦         | リーグ杯         | リーグ杯         | KNVBカップ       | KNVBカップ       | 期間通算         | 期間通算         |
| 2009-10          | ヴァールヴァイク   | 28               | エール           | 19                                   | 1                | -                | -                | 0                | 0                | 19               | 1                |
| イングランド     | イングランド       | イングランド     | イングランド     | リーグ戦                             | リーグ戦         | FLカップ         | FLカップ         | FAカップ         | FAカップ         | 期間通算         | 期間通算         |
| 2010-11          | スウォンジー       | 26               | EFL              | 8                                    | 0                | 1                | 0                | 2                | 0                | 11               | 0                |
| 2010-11          | クリスタル・パレス | 33               | EFL              | 8                                    | 0                | -                | -                | -                | -                | 8                | 0                |
| 2011-12          | スウォンジー       | 26               | プレミア         | 13                                   | 0                | 0                | 0                | 2                | 0                | 15               | 0                |
| 2012-13          | スウォンジー       | 26               | プレミア         | 18                                   | 0                | 1                | 0                | 2                | 0                | 21               | 0                |
| 2013-14          | ブライトン         | 10               | EFL              | 11                                   | 0                | 1                | 0                | 2                | 0                | 14               | 0                |
| 2014-15          | ブライトン         | 10               | EFL              | 2                                    | 0                | 1                | 0                | 0                | 0                | 3                | 0                |
| デンマーク       | デンマーク         | デンマーク       | デンマーク       | リーグ戦                             | リーグ戦         | リーグ杯         | リーグ杯         | オープン杯       | オープン杯       | 期間通算         | 期間通算         |
| 2015-16          | ヴェンシュセル     | 13               | ファースト       | 8                                    | 0                | -                | -                | 0                | 0                | 8                | 0                |
| スコットランド   | スコットランド     | スコットランド   | スコットランド   | リーグ戦                             | リーグ戦         | S・リーグ杯      | S・リーグ杯      | スコティッシュ杯 | スコティッシュ杯 | 期間通算         | 期間通算         |
| 2015-16          | ハミルトン         | 15               | S.プレミア       | 2                                    | 0                | 0                | 0                | 0                | 0                | 2                | 0                |
| オランダ         | オランダ           | オランダ         | オランダ         | リーグ戦                             | リーグ戦         | リーグ杯         | リーグ杯         | KNVBカップ       | KNVBカップ       | 期間通算         | 期間通算         |
| 2016-17          | ドルトレヒト       |                  | エールステ       | 5                                    | 0                | -                | -                | 1                | 0                | 6                | 0                |
| フィリピン       | フィリピン         | フィリピン       | フィリピン       | リーグ戦                             | リーグ戦         | リーグ杯         | リーグ杯         | オープン杯       | オープン杯       | 期間通算         | 期間通算         |
| 2017             | グローバル         | 15               | PFL              |                                      |                  |                  |                  |                  |                  |                  |                  |
| オランダ         | オランダ           | オランダ         | オランダ         | リーグ戦                             | リーグ戦         | リーグ杯         | リーグ杯         | KNVBカップ       | KNVBカップ       | 期間通算         | 期間通算         |
| 2017-18          | TEC                | 24               | トゥヴェーデ     |                                      |                  | -                | -                |                  |                  |                  |                  |
| 通算             | オランダ           | オランダ         | エール           | 130                                  | 8                | -                | -                | 0                | 0                | 131              | 8                |
| 通算             | オランダ           | オランダ         | エールステ       | 5                                    | 0                | -                | -                | 1                | 0                | 6                | 0                |
| 通算             | オランダ           | オランダ         | トゥヴェーデ     | \|\|\|\|colspan=2\|-\|\|\|\|\|\|\|\| |                  |                  |                  |                  |                  |                  |                  |
| 通算             | イングランド       | イングランド     | プレミア         | 31                                   | 0                | 1                | 0                | 4                | 0                | 36               | 0                |
| 通算             | イングランド       | イングランド     | EFL              | 29                                   | 0                | 3                | 0                | 4                | 0                | 36               | 0                |
| 通算             | デンマーク         | デンマーク       | ファースト       | 8                                    | 0                | -                | -                | 0                | 0                | 8                | 0                |
| 通算             | スコットランド     | スコットランド   | S.プレミア       | 2                                    | 0                | 0                | 0                | 0                | 0                | 2                | 0                |
| 通算             | フィリピン         | フィリピン       | PFL              | \|\|\|\|\|\|\|\|\|\|\|\|\|\|         |                  |                  |                  |                  |                  |                  |                  |
| 総通算           | 総通算             | 総通算           | 総通算           | 205                                  | 8                | 4                | 0                | 9                | 0                | 218              | 8                |

### 代表
2017年7月9日現在
| キュラソー代表 |      |      |
| 年             | 出場 | 得点 |
| 2015           | 5    | 0    |
| 2016           | 3    | 0    |
| 2017           | 5    | 0    |
| 計             | 13   | 0    |

## タイトル

### クラブ
スウォンジー・シティ
- フットボールリーグカップ: 2012–13

### 代表
キュラソー代表
- カリビアンカップ: 2017